# Charidotella kesseli
Charidotella kesseli là một loài bọ cánh cứng trong họ Chrysomelidae. Loài này được Borowiec miêu tả khoa học năm 1989.